# Limnichites huronicus
Limnichites huronicus is een keversoort uit de familie dwergpilkevers (Limnichidae). De wetenschappelijke naam van de soort werd in 1912 gepubliceerd door Thomas Lincoln Casey.